# Murdoch Stuart
Pour les articles homonymes, voir Stuart.

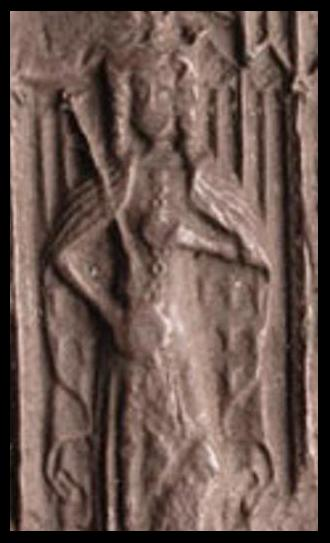
Détail d'un sceau de Murdoch Stuart.

Murdoch Stuart (1362 – 24 mai 1425), 2e duc d'Albany, fut un membre de la famille royale écossaise.
Héritier du titre de duc d'Albany en 1420, il est convaincu de trahison et exécuté cinq ans après. En même temps que ce titre, il hérite également des titres de comte de Fife et de Menteith.
Son père, Robert Stuart, 1er duc d'Albany fut régent du royaume, avec des pouvoirs différents, durant les règnes de trois rois (Robert II, Robert III et Jacques Ier).
Murdoch occupe la charge de justicier au nord du Forth vers 1389, et participe à plusieurs opérations militaires contre le royaume d'Angleterre au début du XVe siècle. Il est capturé par les Anglais en 1402, mais négocie avec Henry Percy, 1er comte de Northumberland. Bien que Murdoch ait hérité des pairies de son père et de la régence en 1420, quand Jacques Ier rentre en Écosse, en 1424, il perd sa fonction de régent.
En 1425, le roi décide de se débarrasser des Stuart d'Albany, et il est exécuté avec plusieurs membres de sa famille et de ses proches collaborateurs ; tous ses titres de pairie sont confisqués.

## Mariage et descendance
Murdoch épousa en 1392 Isabella, fille de Duncan de Lennox, comte de Lennox. Ils ont eu quatre fils :
- Robert († 1421) ;
- Walter († 25 mai 1425), exécuté par décapitation ;
- Alexandre († 25 mai 1425), exécuté par décapitation ;
- Jacques le gros (Seamas Mòr) Stuart († 1429) ;
- Isabelle.